# Viktor Kozlov
Viktor Nikolaevič Kozlov (Ви́ктор Никола́евич Козло́в; * 14. února 1975 v Toljatti) je bývalý ruský hokejový útočník. Momentálně je asistent hlavního trenéra týmu Salavat Julajev Ufa.

## Hráčská kariéra
S hokejem začínal v rodném městě Toljatti kde odehrál svou první sezonu 1991/92 v ruské Superlize. Sezonu 1992/93 začal hrál za tým HK Dynamo Moskva kde odehrál 3 sezony a pomohl vybojovat 1 titul mistra Superligy a 1 vicemistra Superligy. Sezonu 1994/95 začal v Dynamu ale po 3 odehraných zápasech přešel do zámoří do týmu San Jose Sharks a 4 zápasy odehrál v týmu Kansas City Blades hrající IHL ligu. V San Jose odehrál celkem 4 sezony (1994/98) a ani jednou si nezahrál v týmu playoff. Sezonu 1997/98 začal v San Jose kde po 18 zápasech byl vyměněn do týmu Florida Panthers kde odehrál 6 sezon a od sezony 1998/99 hrál se svým krajanem Pavlem Burem kdy spolu odehráli 4 sezony (1998/02).
17. července 2003 prodloužil smlouvu s týmem Florida Panthers.
1. března 2004 byl vyměněn do týmu New Jersey Devils za Christiana Berglunda a Victora Uchevatova.
17. července 2004 prodloužil smlouvu s týmem New Jersey Devils o jeden rok.
Během výluky v NHL se vrátil do mateřského klubu HC Lada Toljatti kde pomohl týmu se stát vicemistrem Superligy.
Před sezonou 2006/07 se domluvil s týmem New York Islanders a podepsal roční smlouvu jako nechráněný volný hráč.
1. července 2007 podepsal smlouvu na dva rok smlouvu s týmem Washington Capitals.
26. května 2009 se rozhodl ukončit působení v NHL a podepsal tříletou smlouvu s týmem Salavat Julajev Ufa kde působí dodnes.
V září 2015 se nadobro rozloučil se svou hráčskou kariérou, nadále působí v Metallurgu Magnitogorsk jako asistent trenéra. S týmem vyhrál Gagarinův pohár v sezóně 2015/2016.

## Zajímavosti
Byl draftován v roce 1993 v 1. kole, celkově 6. týmem San Jose Sharks.
11. února 2002 kdy odehrál zápas proti Bostonu Bruins si natáhl břišní sval a musel vynechat OH 2002.
3. prosince 2006 vstřelil svůj druhý hattrick v kariéře a poprvé v kariéře vstřelit čtyři góly za 1 zápas za tým Islanders proti New York Rangers kdy je porazili 7:4.
15. dubna 2009 po 15 odehraných sezónách v NHL, vstřelil svůj první gól v playoff za tým Washington Capitals.

## Ocenění a úspěchy
- 1993 MEJ - All-Star Tým
- 1999 NHL – All-Star Game (nominován, ale nenastoupil)
- 2000 NHL – All-Star Game

## Prvenství

### NHL
- Debut – 18. února 1995 (San Jose Sharks proti Mighty Ducks of Anaheim)
- První gól – 21. března 1995 (San Jose Sharks proti Chicago Blackhawks, kanadskému brankáři Ed Belfour)
- První asistence – 5. prosince 1995 (Colorado Avalanche proti San Jose Sharks)
- První hattrick – 5. ledna 2000 (Mighty Ducks of Anaheim proti Florida Panthers)

### KHL
- Debut – 12. září 2009 (Dinamo Riga proti Salavat Julajev Ufa)
- První asistence – 19. září 2009 (Salavat Julajev Ufa proti Amur Chabarovsk)
- První gól – 22. září 2009 (Salavat Julajev Ufa proti CHK Neftěchimik Nižněkamsk)

## Klubové statistiky
| Sezóna       | Klub                       | Soutěž       |                      | Základní část        | Základní část        | Základní část        | Základní část        | Základní část        |                      | Play off             | Play off             | Play off             | Play off             | Play off |
| Sezóna       | Klub                       | Soutěž       | Z                    | G                    | A                    | B                    | TM                   | Z                    | G                    | A                    | B                    | TM                   |                      |          |
| 1990/1991    | HK Lada Toljatti           | 1.SSSR       | 2                    | 2                    | 0                    | 2                    | 0                    | —                    | —                    | —                    | —                    | —                    |                      |          |
| 1991/1992    | HK Lada Toljatti           | RSL          | 3                    | 0                    | 0                    | 0                    | 0                    | —                    | —                    | —                    | —                    | —                    |                      |          |
| 1992/1993    | HK Dynamo Moskva           | RSL          | 30                   | 6                    | 5                    | 11                   | 4                    | —                    | —                    | —                    | —                    | —                    |                      |          |
| 1993/1994    | HK Dynamo Moskva           | RSL          | 42                   | 16                   | 9                    | 25                   | 14                   | —                    | —                    | —                    | —                    | —                    |                      |          |
| 1994/1995    | HK Dynamo Moskva           | RSL          | 3                    | 1                    | 1                    | 2                    | 2                    | —                    | —                    | —                    | —                    | —                    |                      |          |
| 1994/1995    | San Jose Sharks            | NHL          | 16                   | 2                    | 0                    | 2                    | 2                    | —                    | —                    | —                    | —                    | —                    |                      |          |
| 1994/1995    | Kansas City Blades         | IHL          | 4                    | 1                    | 1                    | 2                    | 0                    | 13                   | 4                    | 5                    | 9                    | 12                   |                      |          |
| 1995/1996    | Kansas City Blades         | IHL          | 15                   | 4                    | 7                    | 11                   | 12                   | —                    | —                    | —                    | —                    | —                    |                      |          |
| 1995/1996    | San Jose Sharks            | NHL          | 62                   | 6                    | 13                   | 19                   | 6                    | —                    | —                    | —                    | —                    | —                    |                      |          |
| 1996/1997    | San Jose Sharks            | NHL          | 78                   | 16                   | 25                   | 41                   | 40                   | —                    | —                    | —                    | —                    | —                    |                      |          |
| 1997/1998    | San Jose Sharks            | NHL          | 18                   | 5                    | 2                    | 7                    | 2                    | —                    | —                    | —                    | —                    | —                    |                      |          |
| 1997/1998    | Florida Panthers           | NHL          | 46                   | 12                   | 11                   | 23                   | 14                   | —                    | —                    | —                    | —                    | —                    |                      |          |
| 1998/1999    | Florida Panthers           | NHL          | 65                   | 16                   | 35                   | 51                   | 24                   | —                    | —                    | —                    | —                    | —                    |                      |          |
| 1999/2000    | Florida Panthers           | NHL          | 80                   | 17                   | 53                   | 70                   | 16                   | 4                    | 0                    | 1                    | 1                    | 0                    |                      |          |
| 2000/2001    | Florida Panthers           | NHL          | 51                   | 14                   | 23                   | 37                   | 10                   | —                    | —                    | —                    | —                    | —                    |                      |          |
| 2001/2002    | Florida Panthers           | NHL          | 50                   | 9                    | 18                   | 27                   | 20                   | —                    | —                    | —                    | —                    | —                    |                      |          |
| 2002/2003    | Florida Panthers           | NHL          | 74                   | 22                   | 34                   | 56                   | 18                   | —                    | —                    | —                    | —                    | —                    |                      |          |
| 2003/2004    | Florida Panthers           | NHL          | 48                   | 11                   | 16                   | 27                   | 16                   | —                    | —                    | —                    | —                    | —                    |                      |          |
| 2003/2004    | New Jersey Devils          | NHL          | 11                   | 2                    | 4                    | 6                    | 2                    | 2                    | 0                    | 0                    | 0                    | 0                    |                      |          |
| 2004/2005    | HK Lada Toljatti           | RSL          | 52                   | 15                   | 22                   | 37                   | 22                   | 10                   | 3                    | 3                    | 6                    | 6                    |                      |          |
| 2005/2006    | New Jersey Devils          | NHL          | 69                   | 12                   | 13                   | 25                   | 16                   | 3                    | 0                    | 0                    | 0                    | 0                    |                      |          |
| 2006/2007    | New York Islanders         | NHL          | 81                   | 25                   | 26                   | 51                   | 28                   | 5                    | 0                    | 2                    | 2                    | 2                    |                      |          |
| 2007/2008    | Washington Capitals        | NHL          | 81                   | 16                   | 38                   | 54                   | 18                   | 7                    | 0                    | 3                    | 3                    | 2                    |                      |          |
| 2008/2009    | Washington Capitals        | NHL          | 67                   | 13                   | 28                   | 41                   | 16                   | 14                   | 4                    | 2                    | 6                    | 6                    |                      |          |
| 2009/2010    | Salavat Julajev Ufa        | KHL          | 48                   | 10                   | 18                   | 28                   | 43                   | 16                   | 3                    | 4                    | 7                    | 0                    |                      |          |
| 2010/2011    | Salavat Julajev Ufa        | KHL          | 48                   | 17                   | 15                   | 32                   | 14                   | 21                   | 4                    | 6                    | 10                   | 2                    |                      |          |
| 2011/2012    | Salavat Julajev Ufa        | KHL          | 36                   | 10                   | 16                   | 26                   | 8                    | 6                    | 1                    | 0                    | 1                    | 2                    |                      |          |
| 2012/2013    | Lokomotiv Jaroslavl        | KHL          | 21                   | 1                    | 5                    | 6                    | 14                   | —                    | —                    | —                    | —                    | —                    |                      |          |
| 2012/2013    | CSKA Moskva                | KHL          | 6                    | 1                    | 0                    | 1                    | 0                    | 4                    | 0                    | 1                    | 1                    | 4                    |                      |          |
| 2013/2014    | CSKA Moskva                | KHL          | Nehrál kvůli zranění | Nehrál kvůli zranění | Nehrál kvůli zranění | Nehrál kvůli zranění | Nehrál kvůli zranění | Nehrál kvůli zranění | Nehrál kvůli zranění | Nehrál kvůli zranění | Nehrál kvůli zranění | Nehrál kvůli zranění | Nehrál kvůli zranění |          |
| 2014/2015    | Avtomobilist Jekatěrinburg | KHL          | 18                   | 0                    | 3                    | 3                    | 0                    | —                    | —                    | —                    | —                    | —                    |                      |          |
| Celkem v NHL | Celkem v NHL               | Celkem v NHL | 897                  | 198                  | 339                  | 537                  | 248                  | 35                   | 4                    | 8                    | 12                   | 10                   |                      |          |

## Reprezentace
| Rok             | Tým             | Soutěž          | Z  | G | A  | B  | TM |
| --------------- | --------------- | --------------- | -- | - | -- | -- | -- |
| 1992            | SNS 18          | ME-18           | 6  | 3 | 3  | 6  | 2  |
| 1993            | Rusko 18        | ME-18           | 6  | 3 | 3  | 6  | 4  |
| 1993            | Rusko 20        | MSJ             | 7  | 2 | 1  | 3  | 2  |
| 1996            | Rusko           | MS              | 8  | 0 | 3  | 3  | 0  |
| 1998            | Rusko           | MS              | 6  | 4 | 5  | 9  | 0  |
| 2000            | Rusko           | MS              | 6  | 1 | 3  | 4  | 2  |
| 2004            | Rusko           | SP              | 4  | 1 | 0  | 1  | 0  |
| 2005            | Rusko           | MS              | 9  | 1 | 0  | 1  | 0  |
| 2005            | Rusko           | EHT             | 2  | 1 | 2  | 3  | 0  |
| 2006            | Rusko           | OH              | 8  | 2 | 3  | 5  | 2  |
| 2010            | Rusko           | EHT             | 12 | 2 | 1  | 3  | 6  |
| 2010            | Rusko           | OH              | 4  | 1 | 0  | 1  | 0  |
| 2010            | Rusko           | MS              | 9  | 1 | 2  | 3  | 2  |
| Celkem na ME-18 | Celkem na ME-18 | Celkem na ME-18 | 12 | 6 | 6  | 12 | 6  |
| Celkem na MS    | Celkem na MS    | Celkem na MS    | 38 | 7 | 13 | 20 | 4  |
| Celkem na EHT   | Celkem na EHT   | Celkem na EHT   | 14 | 3 | 3  | 6  | 6  |
| Celkem na OH    | Celkem na OH    | Celkem na OH    | 12 | 3 | 3  | 6  | 2  |